# Beifang (Selm)
Beifang ist ein Ortsteil der Stadt Selm.

## Geschichte

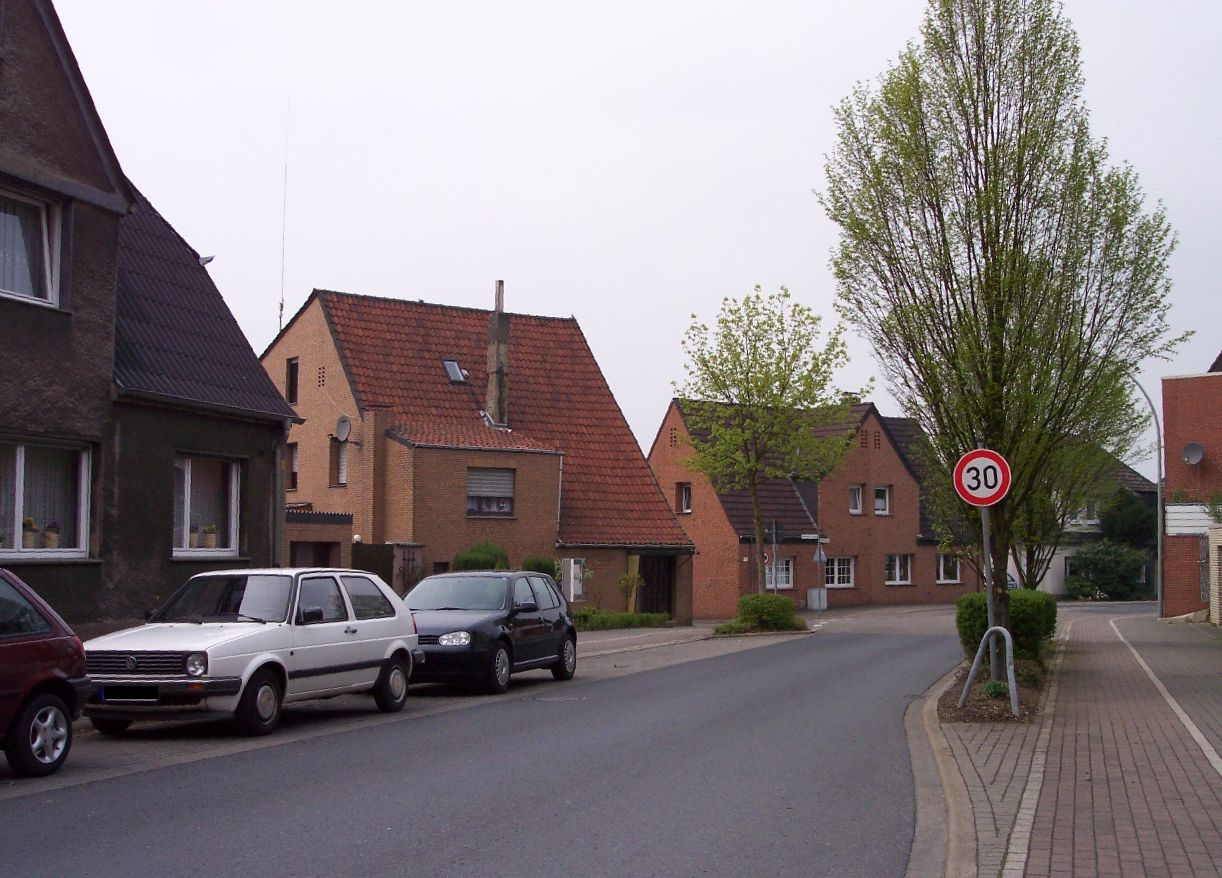
Hermann-Siedlung, Selm (1909–1923)

Die ehemalige Bauerschaft hat ursprünglich zur Dorfbauerschaft gehört, jedoch gelegen außerhalb des Dorfes, was der Name Beifang oder Beyfang bedeutet. Sie geht auf den Gerichtsbezirk Beyfang der Burg Botzlar zurück, die seit dem 12. Jahrhundert als Schutzburg für den benachbarten Ort Selm diente. Um 1500 wurde die Gerichtsbarkeit der Burgmänner von Botzlar mit dem bischöflichen Gogericht verschmolzen. Der Name Beifang ist bis auf den heutigen Tag erhalten geblieben.
Beifang wird hauptsächlich von der Zechensiedlung geprägt, die zu Beginn des 20. Jahrhunderts für die Bergleute der Zeche Hermann (Hermann-Siedlung) errichtet wurde.
Die Stilllegung der Zeche Hermann im Jahr 1926 hatte bedeutende Folgen für die damalige Gemeinde Selm und insbesondere für Beifang. Die wörtliche Wiedergabe des Urantrags im preußischen Landtag (in der damals gültigen Rechtschreibung) lautet:

„Durch die Stillegung der Zeche Hermann bei Selm sind in dieser Gemeinde (wörtlich inkorrekt: in der Gemeinde Selm-Beifang) geradezu unhaltbare Zustände eingetreten. Ein großer Teil der Gemeindeeingesessenen, besonders die älteren Bergleute, ist dadurch arbeitslos geworden. Die Sätze der Familienunterstützung reichen nicht aus, die Not zu steuern… Etwa 200 Familien dieser Gemeinde scheiden am 1. April d. J. aus der Krisenfürsorge aus und müssen dann von der Gemeinde weiter unterstützt werden… Die Gemeinde ist schon bis zum Regierungspräsidenten mit Anträgen herangetreten. Wenn Kreis oder Provinz keine Mittel zum Eingreifen haben, so muß der Staat hier helfen. Wir beantragen:
Der Landtag wolle beschließen, das Ministerium wird ersucht, die Zustände in der Gemeinde Selm (wörtlich inkorrekt: in der Gemeinde Selm-Beifang) zu prüfen, insbesondere dahin zu wirken, daß
1. der Gemeinde Sonderzuschüsse gewährt werden,
2. für die Arbeiter bessere Fahrgelegenheit zu den in Betracht kommenden Bergwerken geschaffen wird,
3. wenn möglich durch Ansiedlung geeigneter Industriezweige der völligen Verelendung der dortigen Gegend vorgebeugt wird.“

### Schulgeschichte
Im Winter 1910 war die Zahl der evangelischen Schülerinnen und Schüler auf 54 gestiegen. Weil damit zu rechnen war, dass sich ihre Anzahl noch deutlich erhöhen würde, wurde für sie eine eigene Schule geplant. Zunächst wurden die Kinder noch in einem Klassenraum der Ludgerischule untergebracht. Die Anzahl der Klassen stieg bald auf vier, sodass die Schule Mitte Juli 1912 in ihr eigenes Schulhaus (Lutherschule) an der heutigen Schulstraße umziehen konnte. Im Jahr 1968 wurde sie zu einer Gemeinschaftsgrundschule umgewidmet. Mittlerweile wurde sie wegen mangelnder Schülerzahlen aufgelöst.
Am 1. Januar 1921 erfolgte die Zweiteilung der katholischen Volksschule in Selm. In einer massiven Unterrichtsbaracke auf dem Hof der jetzigen Overbergschule konnten zunächst vier Klassen vorläufig untergebracht werden. Im Sommer 1921 wurden die ersten acht Räume des neuen Schulgebäudes fertiggestellt. Vier Klassen mussten weiterhin im Gebäude der Ludgerischule unterrichtet werden. Seit der Schulreform 1968 war sie eine katholische Hauptschule. Im Schulgebäude wurden auch Kinder der Luther-Gemeinschaftsgrundschule und der katholischen Ludgerigrundschule unterrichtet. Nach dem Zusammenschluss der Selmer Hauptschulen zu einer Hauptschule im Ortsteil Bork, wurde das Gebäude der Overbergschule zum Standort einer Gemeinschaftsgrundschule. Die Nebenstellen der Luther- und der Ludgerischule wurden aufgelöst. Nach der Schließung der Lutherschule ist sie die einzige Grundschule in Beifang.
Nach der Schließung der Zeche Hermann 1926 wurde in einem ihrer Verwaltungsgebäude eine zweite evangelische Volksschule gegründet, die Hermannschule. Ihr Schulbezirk war das Gebiet der alten Kolonie östlich der Kreisstraße. Nach der Verpachtung des Gebäudes an die Fa. Chemaperm musste für die Hermannschule ein Ausweichquartier gefunden werden. Die Klassen wurden in der Lutherschule und in der Baracke der Overbergschule untergebracht, bis im Waldgelände am Buddenberg (Pädagogenweg) im Jahr 1956 ein neues Schulgebäude bezugsfertig wurde. Ab 1968 war die Hermannschule eine Gemeinschaftshauptschule. Schon ein paar Jahre bevor die Hauptschüler nach Bork wechselten, wurde die Hauptschule aufgelöst und mit der Overberg-Hauptschule zusammengelegt.
Wenige Jahre nach dem Zweiten Weltkrieg wurden eine katholische und eine evangelische Hilfsschule in Beifang gegründet. Beide Schulen waren ursprünglich zweiklassig. Sie wurden in der Baracke der Overbergschule untergebracht. Später wurden die Schulen zu einer Sonderschule zusammengelegt. Nach dem Auszug der Hermann-Hauptschule aus dem Gebäude am Pädagogenweg wurde dort die Pestalozzi-Förderschule eingerichtet. Mittlerweile wurde diese in die Nebenstelle des Förderzentrums Nord des Kreises Unna, dessen Hauptsitz sich in Lünen befindet, umgewandelt.
Das Gymnasium der Stadt Selm wurde am 1. August 1989 errichtet. Es war die erste Neuerrichtung eines Gymnasiums in Nordrhein-Westfalen nach 15 Jahren. Im August 1992 wurde der Neubau für dieses Gymnasium fertiggestellt.
Das Gebäude der ehemaligen Lutherschule wurde im September 2018 abgerissen.

### Einwohnerzahl
Im Jahr 1987 hatte Selm-Beifang insgesamt 11.137 Einwohner. Davon entfielen auf die Bauerschaft 674, auf die Neue Kolonie 5533, auf die Alte Kolonie 4594 und auf das Industriegebiet 336 Einwohner.

## Sehenswertes
In die Raumstruktur des Stadtteils eingebettet sind die sehenswerten Gebäude:
- die Burg Botzlar
- die Zeche Hermann
- die katholische Josefskirche
- die evangelische Marktkirche

## Infrastruktur

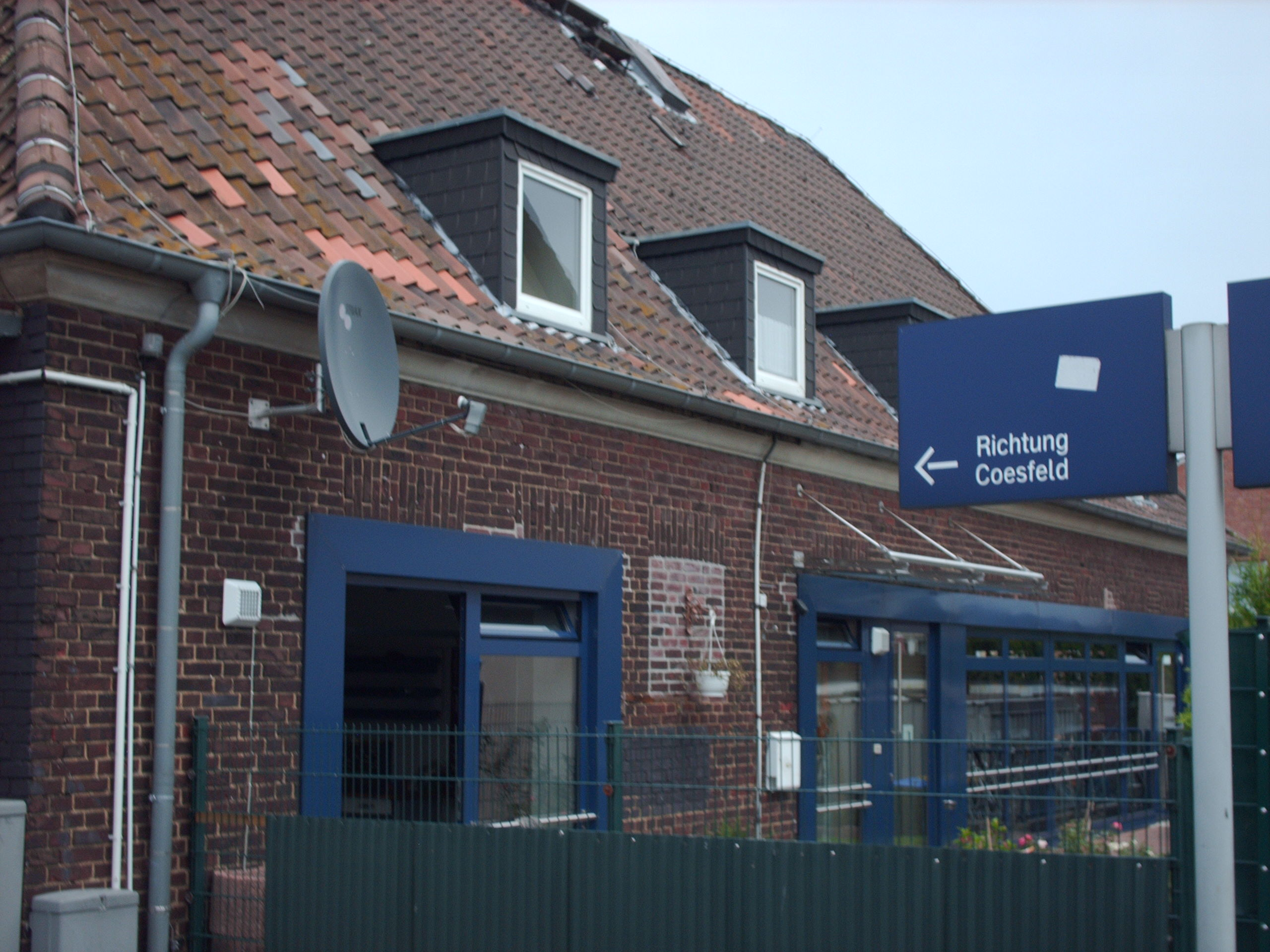
Bahnhofsgebäude Beifang

In Beifang gibt es drei Schulen, das Städtische Gymnasium, die Pestalozzischule (Förderschule) und die Overbergschule (Grundschule).
Eine Bahnstation befindet sich an der Bahnstrecke Dortmund–Gronau.
| Linie | Verlauf | Takt                                              |
| ----- | --- | ------------------------------------------------- |
| RB 51 | Westmünsterland-Bahn: Dortmund Hbf – Dortmund-Kirchderne – Dortmund-Derne – Lünen-Preußen – Lünen Hbf – Bork (Westf) – Selm-Beifang – Selm – Lüdinghausen – Dülmen – Lette (Kr Coesfeld) – Coesfeld (Westf) – Rosendahl-Holtwick – Legden – Ahaus – Epe (Westf) – Gronau (Westf) – Glanerbrug – Enschede De Eschmarke – Enschede Stand: Fahrplanwechsel Dezember 2023 | 60 min 20/40 min (Dortmund–Lünen, nicht sonntags) |

Die Bürgerschützengilde Selm-Beifang von 1735 pflegt das örtliche Brauchtum und trifft sich im Bürgerhaus Selm.